# ليرية
لَيْرِيَة أو لَيْرِيَا (بالبرتغالية: Leiria‏) هي مدينة تقع في البرتغال في محافظة لَيرِية. يقدر عدد سكانها بـ 126,879 نسمة ومساحتها 565.09 كم2 .

## المدن التوأمة
مدن سيتوبال، Borough of Halton، ساو باولو، توكوشيما (مدينة)، راينه، مارينجا، سان-مور-دي فوسي، أولايفينزا، São Filipe، تونغلينغ ونامبولا هي مدن توأمة لـلَيرِية.

## أعلام
- جواو باولو أندراد
- إرينا رودريغوس
- ديفيد فونسيكا
- أوليغاريو بنكويرينسا
- فرنسيسكو رودريغوس لوبو
- أنتونيو غاريدو